# Basarab IV. Mladý
Basarab IV. cel Tânăr (Mladý) nebo Dracula (rumunsky Basarab cel Tanaro, Basarab Ţepeluş – malý napichovač; † 1482) byl kníže Valašského knížectví v letech 1477 až 1481 a znovu v letech 1481–1482.
Basarab IV se dostal na valašský trůn v roce 1477, kdy byl jeho strýc Basarab III., známý jako „Starý“, svržen. V roce 1479 byl Basarab IV. přinucen Ali Kodšou přidat se na stranu Osmanů a účastnit se jejich kampaně proti Sedmihradsku, ve které poskytl 5 000 valašských vojáků. Čelil svému rivalovi a strýci Basarabu III., který od svržení v roce 1477 žil v Sedmihradsku.

## Děti
- Neagoe Basarab – vládce Valašského knížectví v letech 1512–1521

| Valašský kníže           | Valašský kníže              | Valašský kníže     |
| ------------------------ | --------------------------- | ------------------ |
| Předchůdce: Basarab III. | 1477–1481 Basarab IV. Mladý | Nástupce: Vlad IV. |